# Wiseton
Wiseton is een civil parish in het bestuurlijke gebied Bassetlaw, in het Engelse graafschap Nottinghamshire. In 2001 telde het dorp 89 inwoners. Wiseton komt in het Domesday Book (1086) voor als Wisetone.